# رئيس وزراء أفغانستان
رئيس وزراء أفغانستان هو أحد المناصب في مجلس وزراء أفغانستان. في عام 1927، استُحدث هذا المنصب، ويتولى ملك أفغانستان مهمة تعيين الشخص الملائم لهذه الوظيفة. غالبًا ما عمل حامل هذا اللقب مستشارًا، واستمر ذلك حتى نهاية عهد مملكة أفغانستان في عام 1973. خلال ثمانينيات القرن العشرين، كان المنصب يُعرف باسم رئيس الحكومة. أُلغي المنصب في أعقاب غزو الولايات المتحدة لأفغانستان، واستُحدث بعد ذلك شكل رئاسي للحكومة استمر من عام 2004 إلى عام 2021. أُعيد العمل بالمنصب بعد انسحاب الولايات المتحدة من أفغانستان وإعادة تأسيس حكم طالبان فيها.
في 7 سبتمبر 2021، أعلن مسؤولو طالبان الذين يمارسون السيطرة الفعلية على معظم أفغانستان الملا محمد حسن آخند رئيسًا للوزراء بالنيابة في حكومة مؤقتة جديدة لإمارة أفغانستان الإسلامية التي أُعيد إنشاؤها مؤخرًا. تخضع الحكومة لرقابة زعيم الإمارة الإسلامية الملا هبة الله آخُند زاده المولوي.

## تاريخيًا

### مملكة
لم يكن رئيس الوزراء هو رئيس مجلس الوزراء، وإنما تولى الملك هذا المنصب. مارس رئيس الوزراء صلاحيات رئيس المجلس بالنيابة أثناء غياب الملك.
حتى عام 1963، عيّن الملك محمد ظاهر شاه أقاربه في منصب رئيس الوزراء. امتلك الملك ظاهر شاه كذلك صلاحية فصل رئيس الوزراء أو نقله. من عام 1963 وصاعدًا، تغير هذا النظام، في إشارة إلى أن رئيس الحكومة الأفغانية هو رئيس الوزراء، وأن الحكومة تتألف من وزرائها. كانت تلك هي المرة الأولى التي لا يؤدي فيها الملك ظاهر شاه دورًا بارزًا في الحكومة، وترك الأمر في يد جهة منتَخبة، والتي صرّحت بدورها عن عدم قدرتها على مزاولة أي مهنة أخرى أثناء توليها منصبها.
منح دستور عام 1964 رئيس الوزراء سلطة استدعاء المجمع الانتخابي في حالة وفاة الملك. لم يرد رئيس الوزراء سوى على مجلس الشعب الأفغاني بشأن السياسة العامة للحكومة، وفرادى على واجباتهم المقررة.

### جمهورية ديمقراطية
في أبريل 1978، قُتل محمد داود خان في أعقاب نشوب انقلاب كان السبب في اندلاع ثورة ثور. أعاد حزب الشعب الديمقراطي في أفغانستان العمل بمنصب رئيس الوزراء في ذلك العام، واستمر ذلك طيلة ثمانينيات القرن العشرين.
اضطلع الرئيس بمهمة تعيين رئيس الوزراء، والذي عين بدوره مجلس الوزراء. تمثل الغرض المعلن للمجلس بصياغة السياسات المحلية والخارجية وتنفيذها، بالإضافة إلى ووضع خطط للتنمية الاقتصادية وميزانيات الدولة وحفظ النظام العام.
بموجب دستور عام 1987، كان الرئيس ملزمًا بتعيين رئيس الوزراء لتشكيل الحكومة. تمتع رئيس الوزراء بصلاحية حل الحكومة. عُيّن عدة رؤساء أفغان خلال عهد الجمهورية الديمقراطية في منصب رئيس الوزراء. في أعقاب الغزو السوفيتي لأفغانستان، لم يعُد رئيس الوزراء مسؤولًا عن الحكومة. تمتع الأمين العام لوزارة العمل والتنمية أو مدير وكالة مخابرات الدولة بصلاحية أكبر.
نص دستور عام 1990 على أن المواطنين أفغانيو المولد هم وحدهم المؤهلون لشغل المنصب، وهو ما لم يرد في الوثائق السابقة.

### دولة إسلامية
جرى إنشاء دولة انتقالية بعد انهيار حكومة محمد نجيب الله، وبذلك، أصبح لمنصب رئيس الوزراء دور هام في تاريخ الدولة مجددًا.
شاب التوتر العلاقات بين الرئيس ورئيس الوزراء خلال هذه الفترة. انهارت الدولة ولم يكن هناك أي حكومة مركزية فعالة في الفترة منذ 1992 حتى 1996. أصبح بذلك المنصب ذو صفة احتفالية، وتمتع بالقليل من السلطة فيما تبقى من الحكومة.

### إمارة إسلامية
أُلغي منصب رئيس الوزراء عندما تولت قوات طالبان التابعة لإمارة أفغانستان الإسلامية زمام السلطة في عام 1996. عادة ما عُرف نائب زعيم طالبان بلقب رئيس الوزراء طوال فترة حكمه. في أعقاب وفاة محمد رباني في عام 2001، قررت حركة طالبان عدم إعادة العمل بالمنصب.
حتى سبتمبر 1997، امتلكت الحكومة التي طردتها حركة طالبان، والتي بقيت متمردة حتى نهاية حكم طالبان في عام 2001، رئيس وزراء في الحكومة، إلا أنه جرى إلغاء المنصب لاحقًا.
في 7 سبتمبر 2021، أعادت حركة طالبان العمل بمنصب رئيس الوزراء.